# Adad-nirari I
Adad-nirari I (1307 a. C.-1274 a. C.) fue un rey de Asiria. Fue hijo de Arik-den-ili
Con Adad-nirari I, Asiria consiguió finalmente hacer retroceder la frontera con Babilonia más allá del río Pequeño Zab, hasta el Diyala. Por el Oeste, sometió los restos del reino de Mitani, que en ese momento dependía del Imperio Hitita, demasiado ocupado por sus problemas con Egipto para prestar atención a su frontera este, a vasallaje, deteniéndose solo en Karkemish. Sobre el 1300 a. C. se aprovechó del conflicto en el que estaban inmersos Egipto y el imperio hitita, para ocupar Washshkanni, la capital de Khanigalbat, y lleva a Assur preso al rey Shattuara. Más tarde le restituyó sus estados a cambio del pago de un tributo. Consiguió  la creación alrededor de Asiria de una zona de seguridad que reforzaba su posición estratégica, colocándola al abrigo de invasiones. Tras esto Adad-nirari I se otorgó a sí mismo el título de «Gran Rey», «rey de universo» (shar kishshati) y mandó una carta al rey hitita Muwatalli II, intentando rebajar la tensión y tratándolo de hermano, término utilizado comúnmente entre los reyes de potencias del mismo rango para tratarse entre sí. La respuesta hitita fue bastante brusca,

Así que te has convertido en «Gran Rey», ¿verdad?. Pero ¿por qué sigues hablando de «hermandad» y de venir a Mt. Ammana?... ¿Por qué razón yo te llamaría «hermano»?...¿Los que no están en términos familiares entre sí se llaman «hermanos?  ¿Por qué tendría entonces que llamarte «hermano»? ¿Acaso hemos nacido de la misma madre? Si mi abuelo y mi padre no llamaron «hermano» al rey de Asiria, tú no deberías seguir escribiéndome sobre venir, ni de «Gran rey-barco». Me desagrada.
Urhi Teššup (Mursili III)Tablet KUB 23:102, obverse column I lines 1 to 19, edited.

.
   
Pero, aun así, no hubo guerra entre Asiria y el imperio hitita. Fue sucedido por su hijo, Salmanasar I.